# انساکولین
انساکولین (انگلیسی: Ensaculin) یک دارو از خانواده کومارین است که به عنوان درمان بالقوه دمانس مورد بررسی قرار گرفته است. این دارو بر روی گیرنده‌های گوناگونی عمل می‌کند. این دارو از طرفی آنتاگونیست ان-متل-دی-آسپارتیک اسید است و از سویی به عنوان آگونیست 5HT1A عمل می‌کند. این دارو در کارآزمایی‌های انسانی به خوبی تحمل شده است و عارضه اصلی آن، افت فشارخون وضعیتی گزارش شده است.